# Augustyn Worzałła

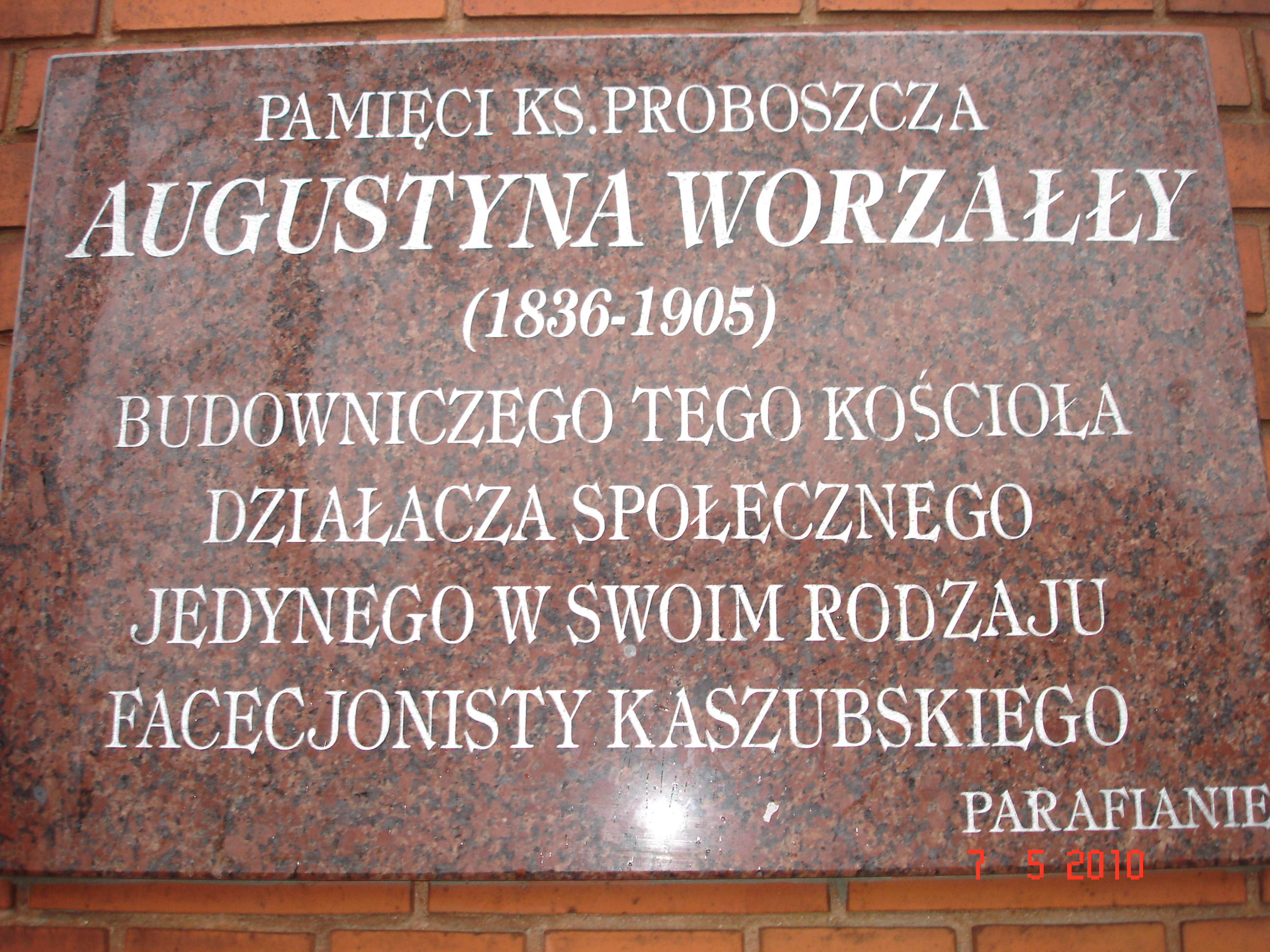
Tablica ku czci Augustyna Worzałły na kościele w Łęgu

Augustyn Worzałła (ur. 7 lipca 1837 w Łubianie koło Kościerzyny, zm. 21 maja 1905 w Łągu koło Czerska) – ksiądz katolicki, filomata, działacz społeczny i kaszubski facecjonista.

## Życiorys

### Młodość i nauka
Augustyn Worzałła urodził się jako syn Marcina i Ewy z domu Kaszubowskiej, w rodzinie chłopskiej. Nauki rozpoczął w szkole powszechnej w pobliskiej Kościerzynie. Ponieważ wykazywał zdolności, za namową księdza rodzice wysłali go do gimnazjum w Chojnicach. Jako sierota po śmierci ojca otrzymał stypendium Towarzystwa Pomocy Naukowej dla młodzieży Prus Zachodnich w Chełmnie. Wyrzucony ze szkoły (za nieodpowiednie zachowanie lub przynależność do organizacji filomackiej, trafił do gimnazjum w Trzemesznie. Tu w latach 1860-1862 był członkiem (pseud. Wodzisław) organizacji filomackiej pn. Towarzystwo Naukowe – Oddział „Zan”, której prezesował późniejszy arcybiskup poznańsko-gnieźnieński i prymas Florian Stablewski. Wskutek wykrycia w listopadzie 1860 r. trzemeszeńskiej organizacji znalazł się wśród oskarżonych i skazanych (trzy dni więzienia).
Po maturze studiował w latach 1862-1864 w Seminarium Duchownym w Pelplinie, gdzie 15 kwietnia 1864 otrzymał święcenia kapłańskie.

### Posługa kapłańska i działalność społeczna

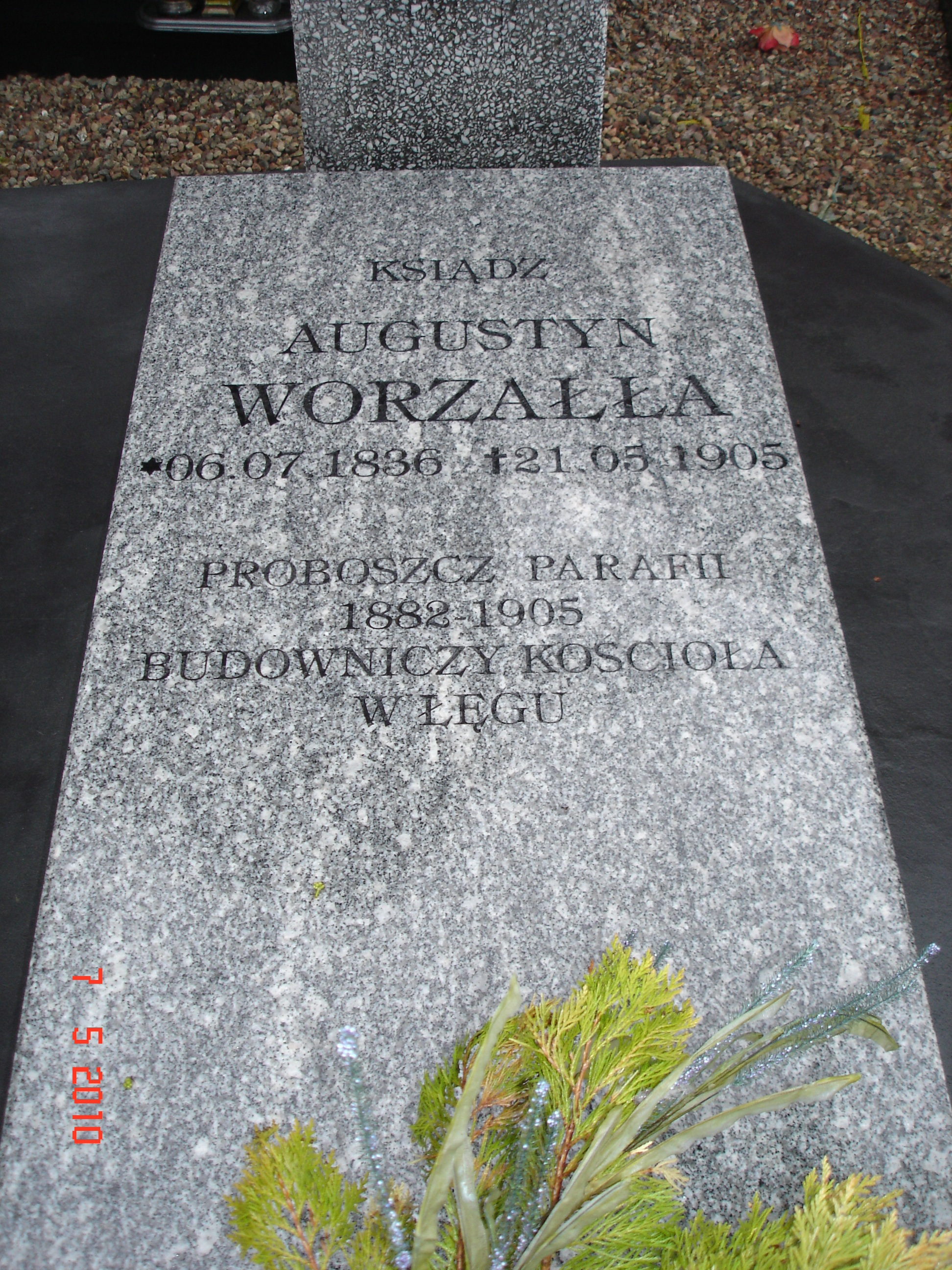
Grób Worzałły w Łęgu

Posługę kapłańską rozpoczął jako wikariusz w Czersku. Tutaj w 1866 roku został członkiem Towarzystwa Rolniczego Ziemi Południowo-Pomorskiej, organizacji, która stawiała sobie za cele podniesienie gospodarki rolnej, zwłaszcza przez popularyzację oświaty oraz działalność na rzecz klasy robotniczej.
W 1868 roku został przeniesiony do parafii w Radomnie, gdzie był przez krótki czas administratorem, wypełniając zastępczo funkcje proboszcza, następnie zaś odbywał posługę kapłańską jako wikary w Lubawie, Gołubiu i Borzyszkowach, gdzie pracował w latach 1870-1881 u boku ks. Jana Sucharskiego. 14 stycznia 1882 roku został proboszczem w Łęgu, gdzie od 1877 z powodu kulturkampfu nie było duszpasterza. Dzięki współdziałaniu wiernych doprowadził do budowy nowego kościoła w latach 1886-1887, jego wyposażenia oraz odbudowy budynków plebańskich. Popularyzował polską książkę i czasopiśmiennictwo. Był działaczem Polsko-Katolickiego Towarzystwa „Oświata” założonego w 1894 roku, przekształconego w 1898 w Towarzystwo Ludowe „Oświata i Oszczędność”. Wspierał łęski Bank Ludowy i studiującą młodzież. Był członkiem Towarzystwa Naukowego w Toruniu od 1897 roku. Utrzymywał kontakty z okolicznymi działaczami narodowymi, np. z ziemianinem Ignacym Klińskim z Kłodni. Do Worzałły trafiali też badacze dziejów i języka kaszubskiego, choćby Stefan Ramułt, autor Słownika języka pomorskiego, czyli kaszubskiego.
Ksiądz Augustyn był również znany jako autor i wykonawca facecji kaszubskich których zbiór nazywano Fakta
Ksiądz Worzałła stał się bohaterem twórczości literackiej. Jan Karnowski w utworze Worzałowe żëce spisał po kaszubsku żartobliwy życiorys księdza. Również Stefan Ramułt w swoim słowniku zamieścił kilka gadek – opowieści Worzałły. 
Ksiądz Augustyn Worzałła zmarł 21 maja 1905 w Łęgu. Pochowano go na tutejszym cmentarzu, gdzie po dziś dzień znajduje się jego grób. W dniu 9 maja 2010 przed wejściem do kościoła odsłonięto tablicę pamiątkową ku jego czci, a 25 września 2012 jednej z ulic Łęga nadano jego imię.